# تاکاشی ساکورای
تاکاشی ساکورای (انگلیسی: Takashi Sakurai؛ زادهٔ ۴ مهٔ ۱۹۷۷) بازیکن فوتبال اهل ژاپن است.
از باشگاه‌هایی که در آن بازی کرده‌است می‌توان به باشگاه فوتبال جیمناسیا لاپلاتا و باشگاه فوتبال کونسادول ساپورو اشاره کرد.